# Iwan Czeriewiczny
Iwan Iwanowicz Czeriewiczny (ros. Иван Иванович Черевичный, ur. 18 marca?/31 marca 1909 we wsi Gołta w guberni chersońskiej (obecnie Perwomajsk w obwodzie mikołajowskim), zm. 15 lutego 1971 w Moskwie) – radziecki lotnik polarny, Bohater Związku Radzieckiego (1949).

## Życiorys
Urodził się w rodzinie robotnika kolejowego. Skończył 7 klas, pracował przy budowie hydroelektrowni, w latach 1928-1930 i 1932-1933 odbywał służbę w Armii Czerwonej. W 1929 ukończył teoretyczną szkołę lotników, a w 1932 Zjednoczoną Wojskową Szkołę Pilotów i Techników i został w niej lotnikiem-instruktorem, od 1932 należał do WKP(b). Od kwietnia 1934 pracował w Zarządzie Lotnictwa Polarnego Głównego Zarządu Północnej Drogi Morskiej (Gławsiewmorputi) przy Radzie Komisarzy Ludowych ZSRR/Radzie Ministrów ZSRR, badał wiele tras powietrznych na Syberii (Jakuck-Kołyma i inne), w 1938 uczestniczył w zdjęciu ekspedycji Iwana Papanina z dryfującej stacji polarnej "Siewiernyj Polus-1", rozpoznaniu na Morzu Karskim i Morzu Łaptiewów i prowadzeniu statków po Północnej Drodze Morskiej. W kwietniu-maju 1941 kierował powietrzną ekspedycją, która wykonała samolotem wiele lądowań na lodzie w Arktyki i dotarła do rejonu północnego bieguna niedostępności, 1500 km na północny wschód od Wyspy Wrangla. Uczestniczył w wojnie z Niemcami, w sierpniu 1941 wykonał przelot z Moskwy do Ameryki Północnej przez Alaskę z grupą specjalistów w celu zamknięcia rozmów o Lend-Lease Act, później brał udział w działaniach wojennych na północy. Wiosną 1949 wziął udział w kosztownej ekspedycji "Siewier-4", 1955-1957 był dowódcą oddziału lotniczego pierwszej radzieckiej ekspedycji antarktycznej kierowanej przez Michaiła Somowa, uczestniczył również w kosztownej ekspedycji z lat 1958-1960. Został pochowany na Cmentarzu Nowodziewiczym.

## Odznaczenia
- Złota Gwiazda Bohatera Związku Radzieckiego (6 grudnia 1949)
- Order Lenina (trzykrotnie)
- Order Czerwonego Sztandaru (20 listopada 1943)
- Order Czerwonego Sztandaru Pracy (dwukrotnie)
- Order Czerwonej Gwiazdy
- Order „Znak Honoru”

I medale.